# オールド・ストリート駅
オールド・ストリート駅（オールド・ストリートえき、Old Street station）は、ロンドン都心部のイズリントン特別区にある鉄道駅である。
ナショナル・レールのノーザン・シティ線（ゴヴィア・テムズリンク・レールウェイによって「グレート・ノーザン」ブランドで運行）およびロンドン地下鉄ノーザン線バンク支線の列車が発着する。トラベルカード・ゾーン1に属する。

## 隣の駅
ロンドン交通局
ロンドン地下鉄
■ノーザン線バンク支線
エンジェル駅 - オールド・ストリート駅 - ムーアゲート駅
ナショナル・レール
■グレート・ノーザン（ゴヴィア・テムズリンク・レールウェイ）
ノーザン・シティ線
ロンドン・ムーアゲート駅 - オールド・ストリート駅 - エセックス・ロード駅

## ギャラリー

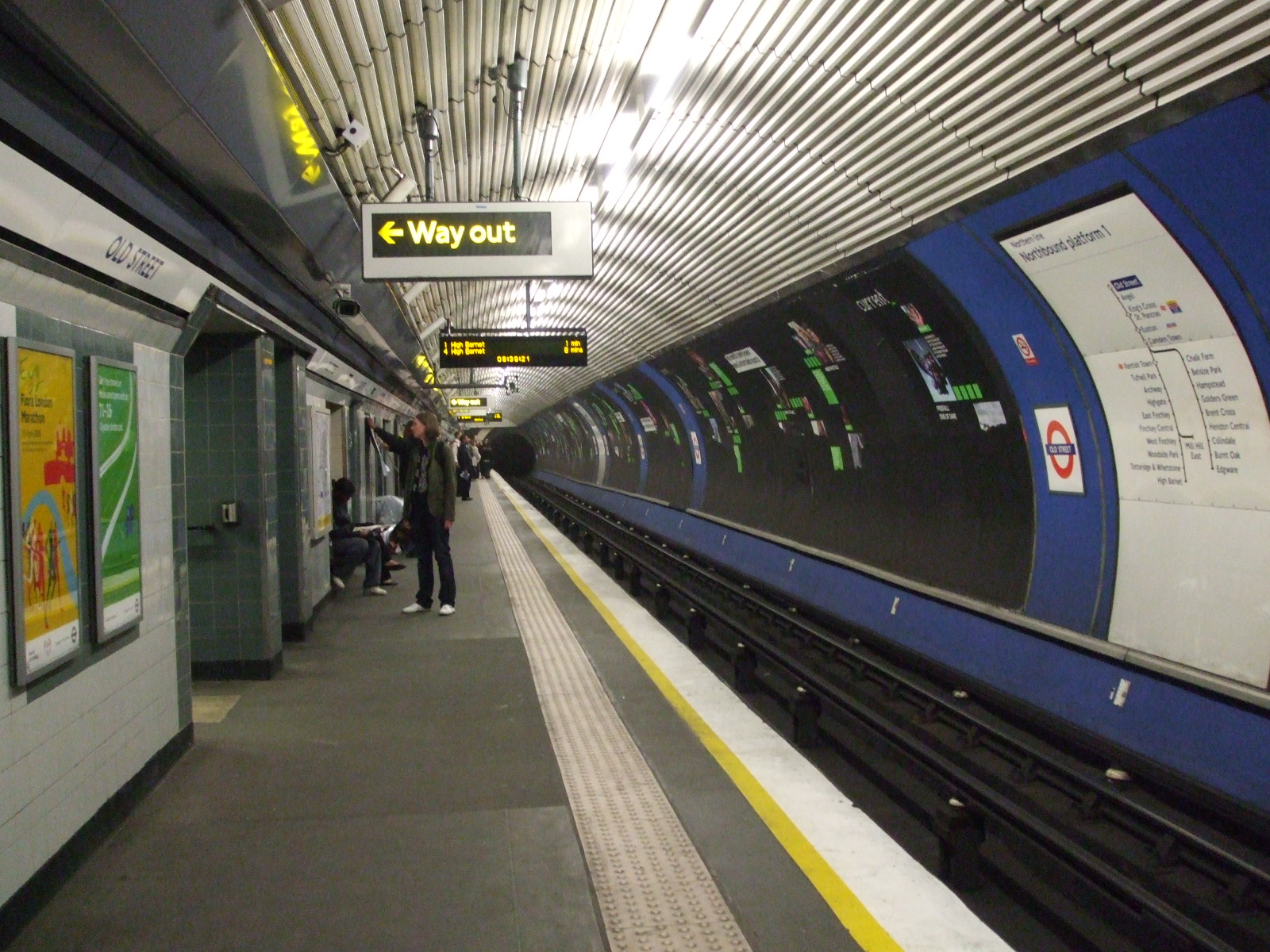
ノーザン線バンク支線北行ホーム（南から）
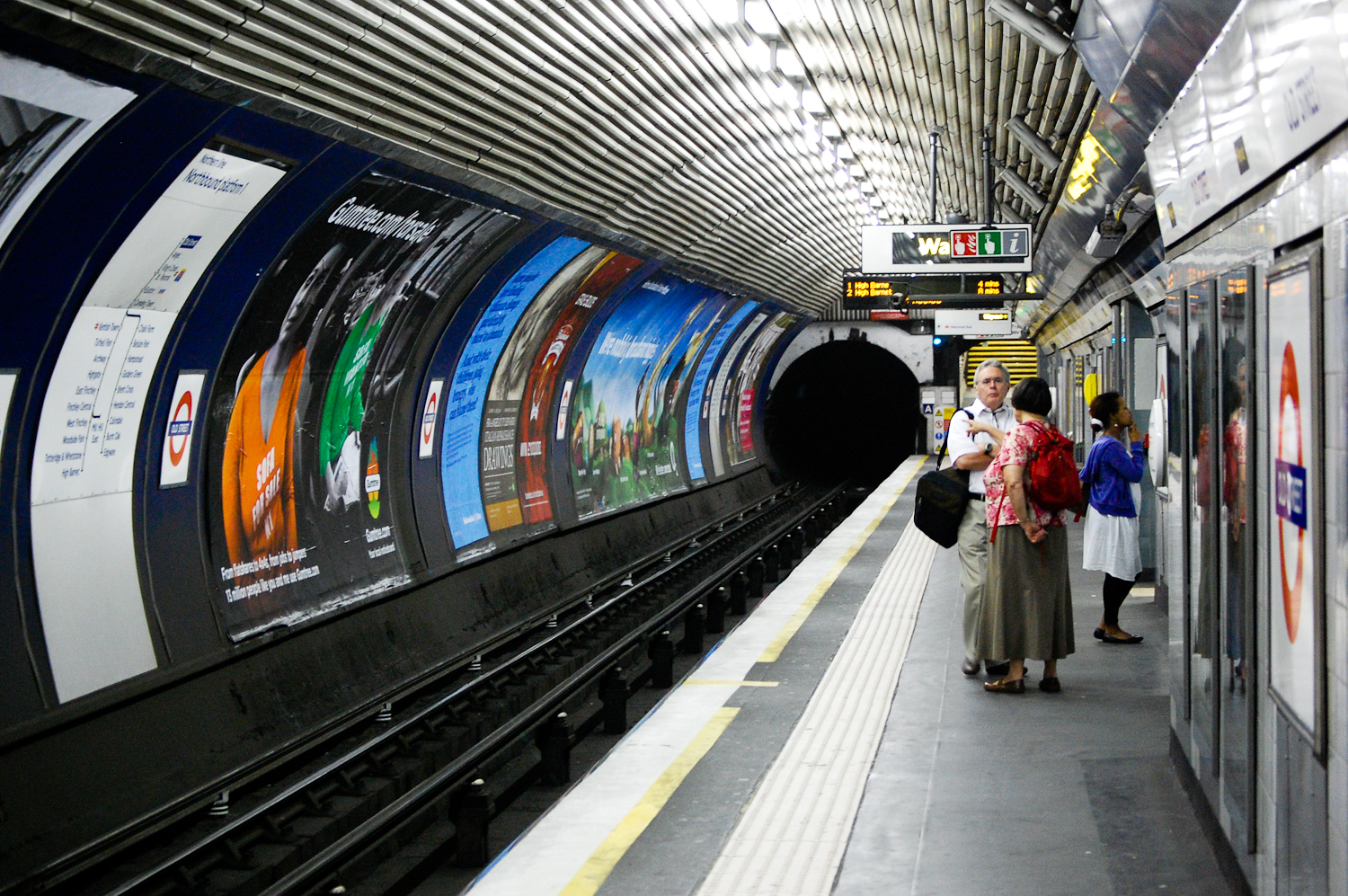
ノーザン線バンク支線北行ホーム（北から）
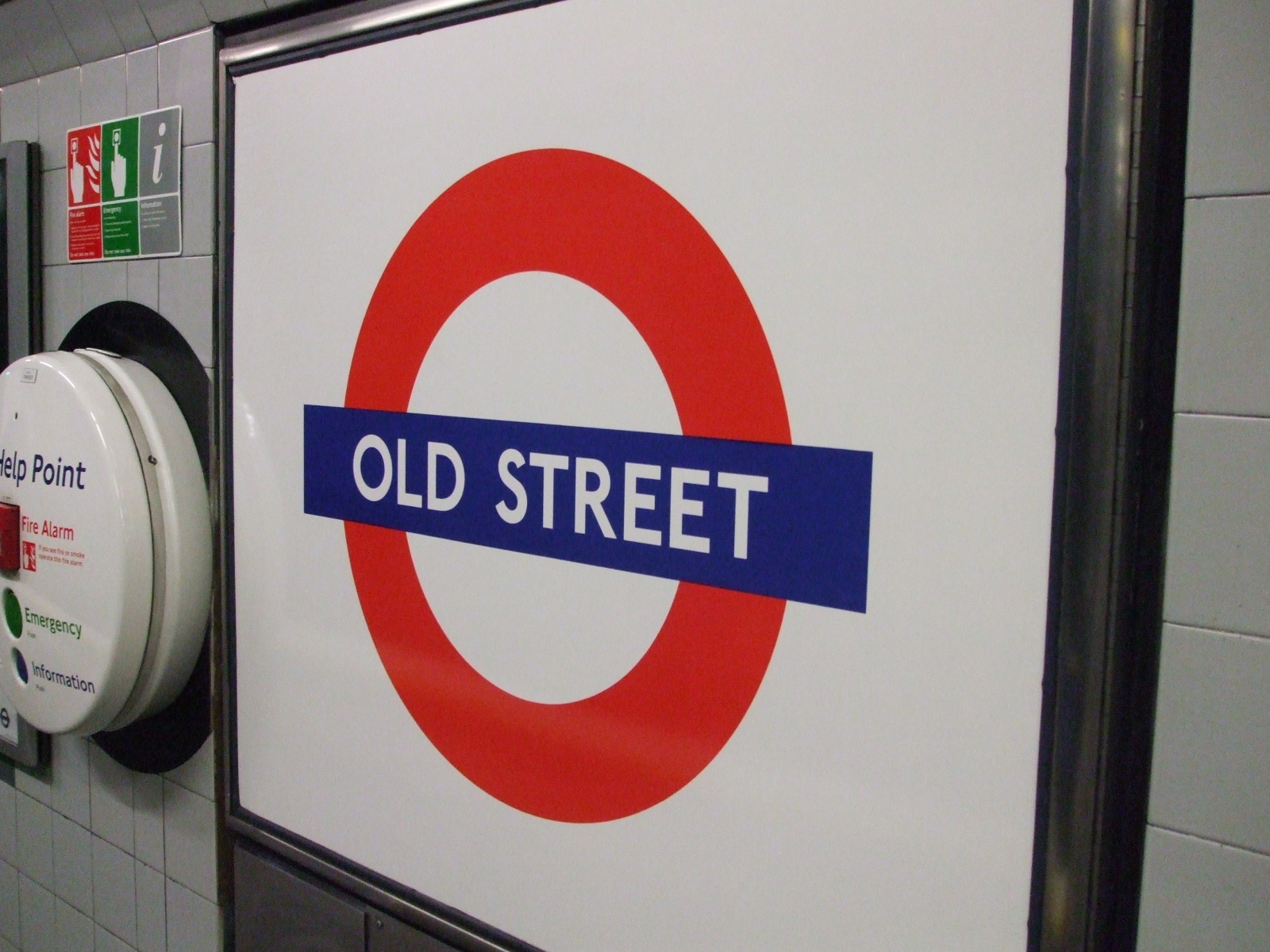
ノーザン線バンク支線ホームの駅名標
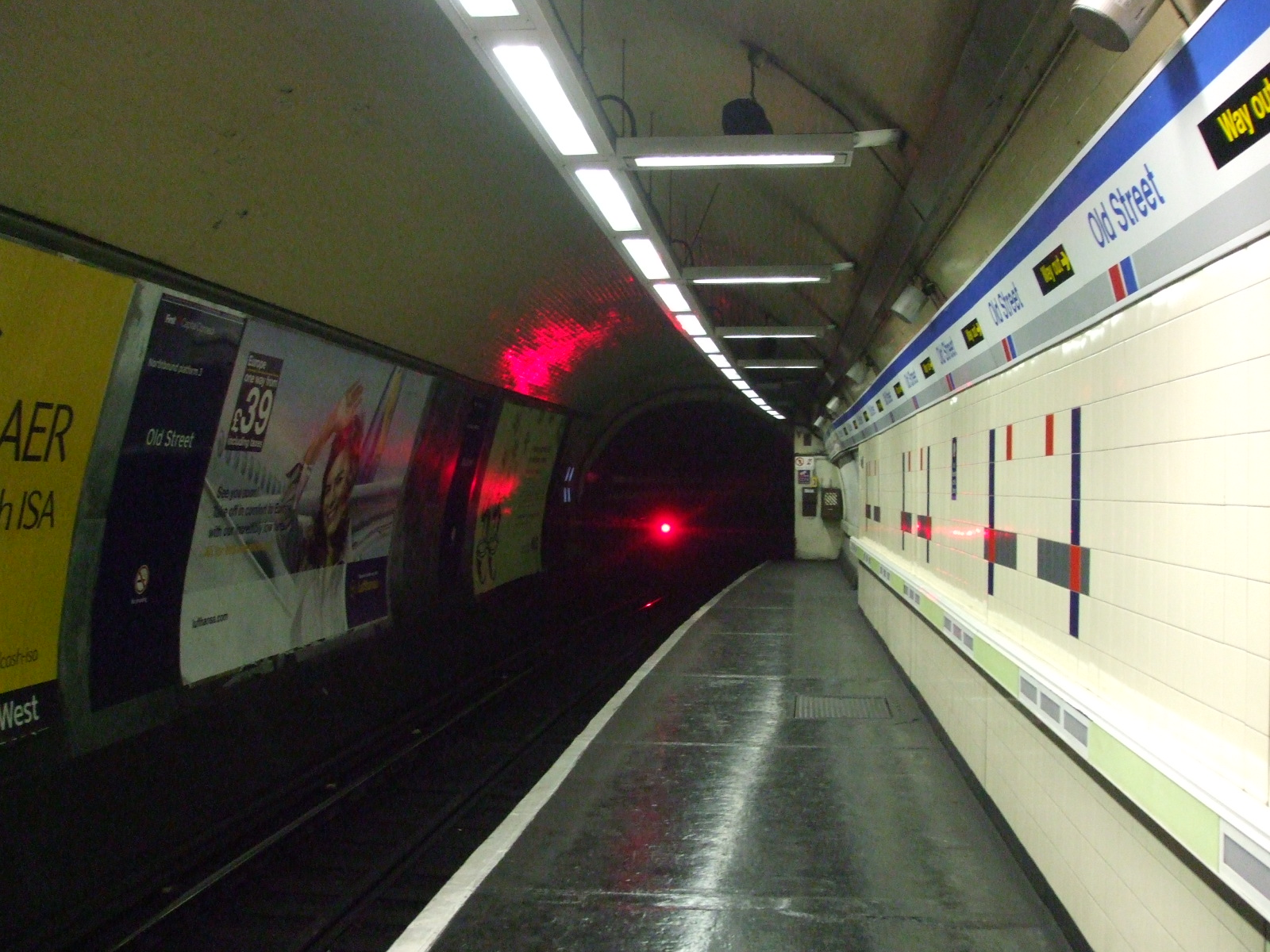
ノーザン・シティ線北行ホーム（北から）
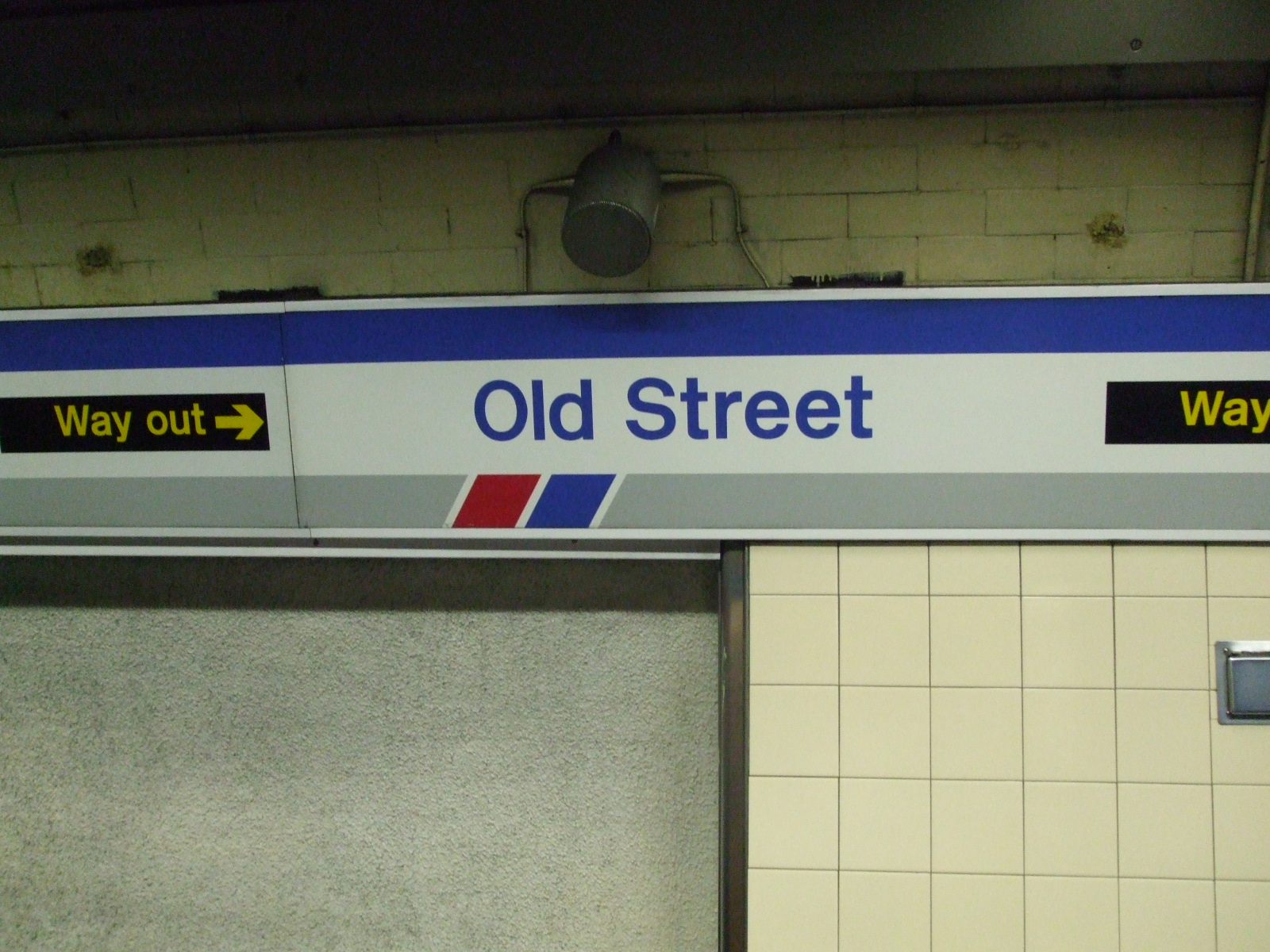
ノーザン・シティ線ホームの駅名標 国鉄ネットワーク・サウスイースト時代のもの